# Mauro Lusini
Mauro Lusini (Siena, 14 gennaio 1945) è un cantautore, compositore e produttore discografico italiano.

## Biografia
Salì ancora giovane alla ribalta nel 1966, quando presentò a Gianni Morandi e Franco Migliacci una canzone sulla guerra in Vietnam, cantata in un inglese maccheronico. Migliacci riscrisse il testo in italiano e la intitolò C'era un ragazzo che come me amava i Beatles e i Rolling Stones. Morandi, in cerca di un rilancio con un repertorio più "impegnato" e maturo, decise di inciderla e la presentò al Festival delle rose di Roma, trasformandola in un successo.
La RAI decise di non mandare in onda il brano nelle trasmissioni radiofoniche (in Hit Parade veniva fatta ascoltare la facciata B del disco, Se perdo anche te) e quando Morandi e Lusini ebbero l'opportunità di cantarla insieme in televisione (nel varietà diretto da Vito Molinari ...e sottolineo yè), furono costretti a sostituire le parole "Vietnam" e "Vietcong" con quello che doveva essere un innocuo "ta-ta-ta-ta" ma che venne cantato come il suono di una mitragliata. Il brano fu molto apprezzato da Joan Baez, che lo incluse nel suo repertorio e lo cantò in svariate occasioni, compreso il concerto all'isola di Wight nel 1969.
Ancora con Franco Migliacci e il compositore Ruggero Cini fu autore del musical, Jacopone inciso anche su disco nel 1973, con protagonista lo stesso Gianni Morandi insieme a Paola Pitagora e ad Emilio Bonucci
Un altro successo di Lusini fu La mia chitarra, presentata al Cantagiro 1967. Nel 1968 recitò nel musicarello intitolato Il sole è di tutti.
Lusini ebbe altre noie con la censura: nel 1970 con il testo del brano Maryanna dilòn dilàn che alludeva alla cannabis («...mi fa girar la testa la Maryanna, la Maryanna»), ma che comunque non fu bloccato dalla radio e telediffusione, e nel 1971 con America primo amore che fu censurato dalla RAI per il suo contenuto ritenuto ancora una volta anti-americano .L'anno successivo, il 25 maggio, venne trasmesso sul Secondo Canale il film TV Scappo per cantare, diretto da Pompeo De Angelis, che vedeva Lusini tra gli attori .
Una cover di Maryanna dilon dilan è poi diventata una canzone in dialetto sassarese ("La Mirinzana") grazie alla riscrittura dei testi ad opera di Tony del Drò, Giommaria Santoni e Lionello Siddi. Il "nuovo" brano è molto popolare tra i sassaresi che a grande maggioranza ignorano che la loro amatissima canzone non è proprio un originale.
La sua Questo amore, cantata dai Ricchi e Poveri, partecipò all'Eurovision Song Contest 1978.
Dal 1978 al 1982 fu produttore di Nada, per la quale scrisse la musica di Ti stringerò; proprio durante la lavorazione con la cantante toscana, Lusini conosce Fabio Pignatelli e Maurizio Guarini dei Goblin (in quel periodo rimasti orfani di Simonetti e Morante impegnati nei progetti solisti e Marangolo in tour con Pino Daniele) che gli propongono di riformare il gruppo in chiave pop e con brani cantati solo per l'arco di un album. Lusini accetta la scommessa e diventa quindi, per un anno, il cantante dei Goblin formati, per l'occasione, oltre che da Pignatelli e Guarini anche da Marco Rinalduzzi (chitarre) e Derek Wilson (batteria). Insieme realizzano l'album Volo, uscito nel 1982, dove spicca il brano omonimo, fortunata sigla di Discoring.
Nel 2001 ha fondato l'Amarcord, casa di edizioni musicali.
Nel 2010 ha collaborato con Carmen Consoli, scrivendo la musica di AAA Cercasi. Sempre nel 2010, nel quadro della propria attività di compositore di sigle e stacchi musicali per la radio, ha curato l'identità sonora di Rai Radio 1, realizzando con Fabrizio Bosso, Rita Marcotulli e Maurizio Giammarco la sigla del GR1 e il brano Love Time, divenuto jingle istituzionale dell'emittente fino al 2014.
Nel 2019 compone insieme alla figlia Allegra il brano Un amore senza fine il cui testo è stato scritto da Raffaele Viscuso. La canzone è contenuta nell’album “Senza paracadute” ed interpretata da Giovanna D’angi.

## Vita privata
Ha due figli: Allegra, che ha seguito le sue orme partecipando al Festival di Sanremo 1999 tra le Nuove proposte con un brano di sua composizione, e Tommaso, nato dal matrimonio con Simonetta Zauli.

## Discografia parziale

### 45 giri
- 1966: C'era un ragazzo che come me amava i Beatles e i Rolling Stones/Amo la libertà (ARC, AN 4103)
- 1967: Bussa alla sua porta/La mia chitarra (ARC, AN 4116)
- 1968: Oh Susy Susy/Il colore della notte (ARC, AN 4146)
- 1969: Maryanna dilon dilan/A 5 anni (RCA Italiana, PM 3501)
- 1970: America primo amore/Il corvo impazzito (MiMo, ZM 50096)
- 1972: Non sono San Francesco/Tutti i sogni (MiMo, ZM 50203)
- 1972: E le stelle.../Notte di luna bianco latte (MiMo, ZM 50258)

### CD
- "Guitars" con Gregorio Puccio (Rai Trade, RT CD 259)[6]